# S-Adénosylméthionine
La S-adénosylméthionine, ou SAM, est un métabolite présent dans les cellules et qui est impliqué en premier lieu comme coenzyme dans les réactions de transfert de groupes méthyle (–CH3). Les voies métaboliques qui utilisent la SAM sont les voies de transméthylation, de transsulfuration (en) et d'aminopropylation. Bien que ces réactions anaboliques se produisent dans tout l'organisme, l'essentiel de la SAM est produite et consommée dans le foie.
La SAM a été découverte en 1952 par le biochimiste italien Giulio Cantoni. Elle est synthétisée à partir de la méthionine et de l'ATP par la méthionine adénosyltransférase. La réaction conduit à la formation d'un ion sulfonium au niveau de l'atome de soufre, qui devient asymétrique. Seul l'isomère (S) est biologiquement actif.
Le méthyle activé est utilisé par de nombreuses enzymes de type méthyltransférase (enzymes qui catalysent des réactions de transfert de méthyle et appartenant à la catégorie EC 2.1.1 dans la nomenclature EC), les méthylases SAM-dépendantes. Par exemple, la SAM est utilisée comme substrat par les ADN méthyltransférases ou les histone méthyltransférases. De plus, elle est utilisée par l'organisme pour la synthèse de l'adrénaline par réaction de substitution nucléophile avec la noradrénaline. Ces réactions de transfert de méthyle ont pour produit la S-adénosylhomocystéine (SAH). Celle-ci est recyclée, l'homocystéine étant clivée de l'adénosine par la adénosylhomocystéinase, puis méthylée à nouveau en méthionine, avant d'être réactivée en SAM. Plus de 40 réactions du métabolisme transfèrent le groupe méthyle de la SAM sur divers substrats tels que des acides nucléiques, des protéines, des lipides et des métabolites secondaires. 
Chez les plantes, la SAM est également utilisée comme précurseur pour la synthèse d'éthylène, ce gaz jouant le rôle d'hormone, en particulier dans la maturation des fruits et le flétrissement des feuilles.
Des données probantes d’un niveau de confiance modéré suggèrent que la monothérapie SAMe pourrait offrir un bénéfice thérapeutique modéré dans le soulagement des symptômes dépressifs.